# Szwadron Kawalerii Wojska Polskiego
Szwadron Kawalerii Wojska Polskiego – reprezentacyjny szwadron kawaleryjski jazdy polskiej utworzony 1 czerwca 2000 roku dzięki staraniom stowarzyszenia Szwadron Jazdy RP. Do 2005 r. oddział nosił nazwę: Reprezentacyjny Szwadron Kawalerii Wojska Polskiego.

## Organizacja

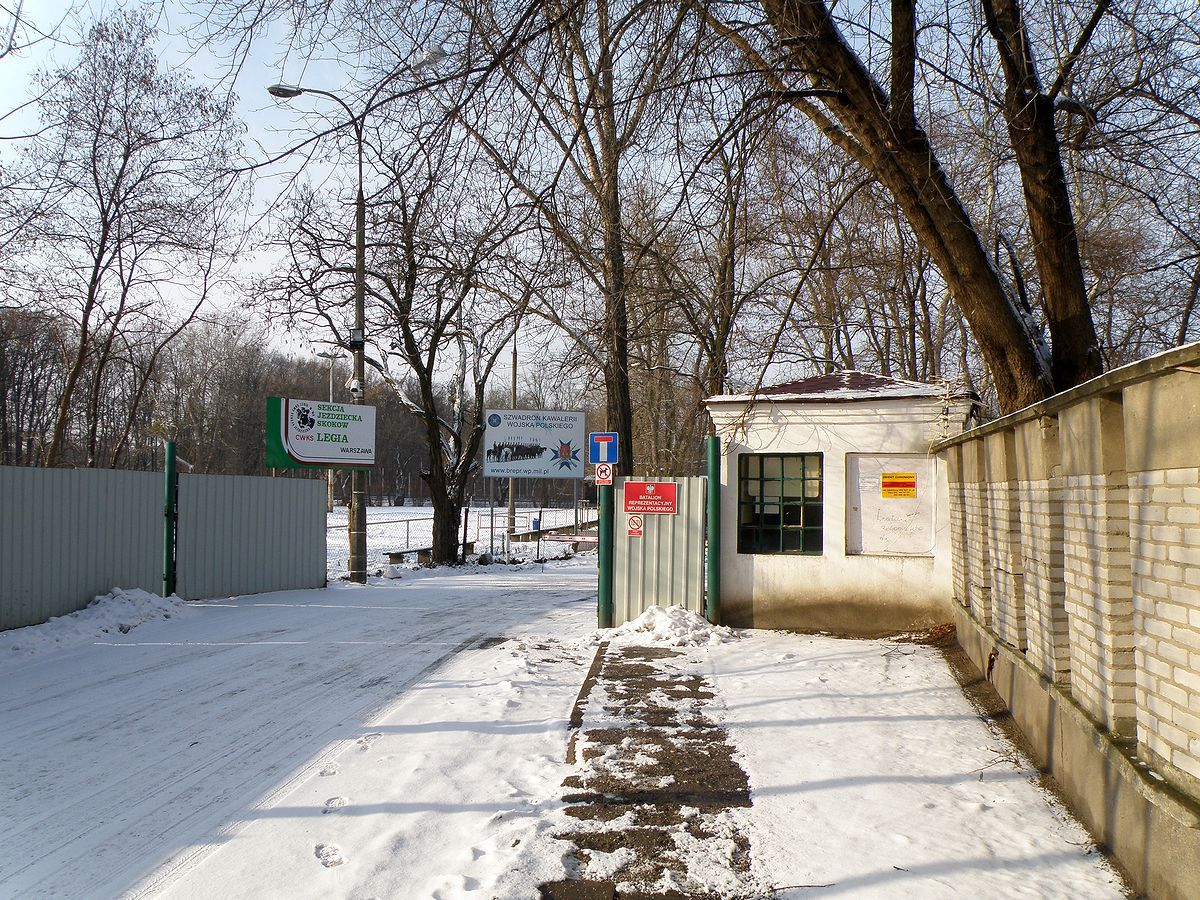
Brama do stajni szwadronu przy ul. Kozielskiej w Warszawie

Organizacyjnie wchodził w skład 2 Mińsko-Mazowieckiej Brygady Obrony Terytorialnej im. gen. Franciszka Kleeberga. Od 2005 roku należał do 3 Batalionu Zabezpieczenia Dowództwa Wojsk Lądowych w Warszawie. Od 2009 roku wchodził w skład Batalionu Reprezentacyjnego Wojska Polskiego (DGW), a po przeformowaniu batalionu w pułk, od 28 marca 2018 r. wchodzi w skład Pułku Reprezentacyjnego Wojska polskiego (DGW). Obecnie stacjonuje w Warszawie przy ul. Szkolnej.
W Szwadronie nieformalnie używa się przedwojennych stopni kawaleryjskich – rotmistrz (kapitan), wachmistrz (sierżant), starszy ułan (starszy szeregowy), ułan (szeregowy).

## Barwy i umundurowanie

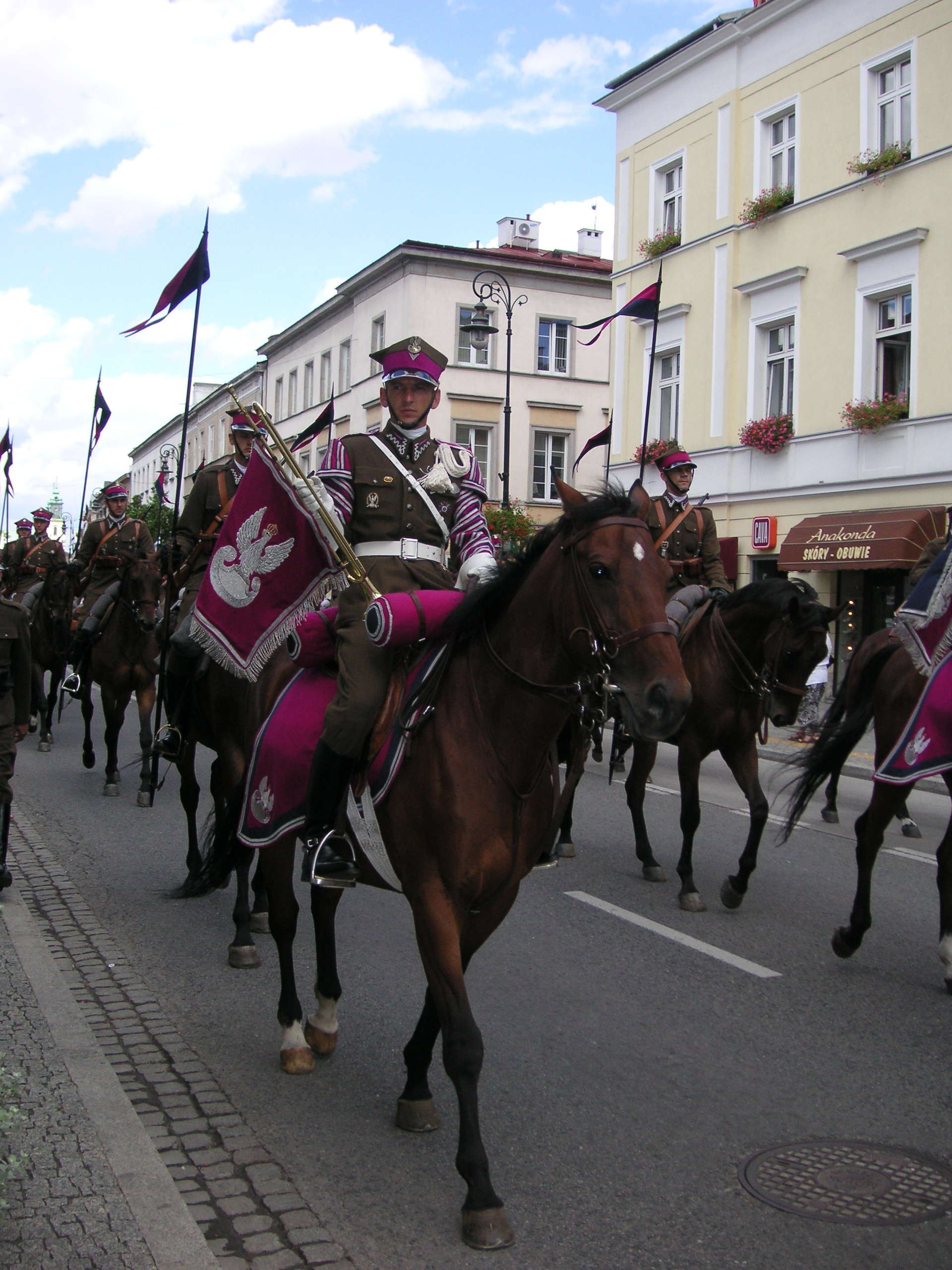
Szwadron na defiladzie w Warszawie z okazji święta Wojska Polskiego

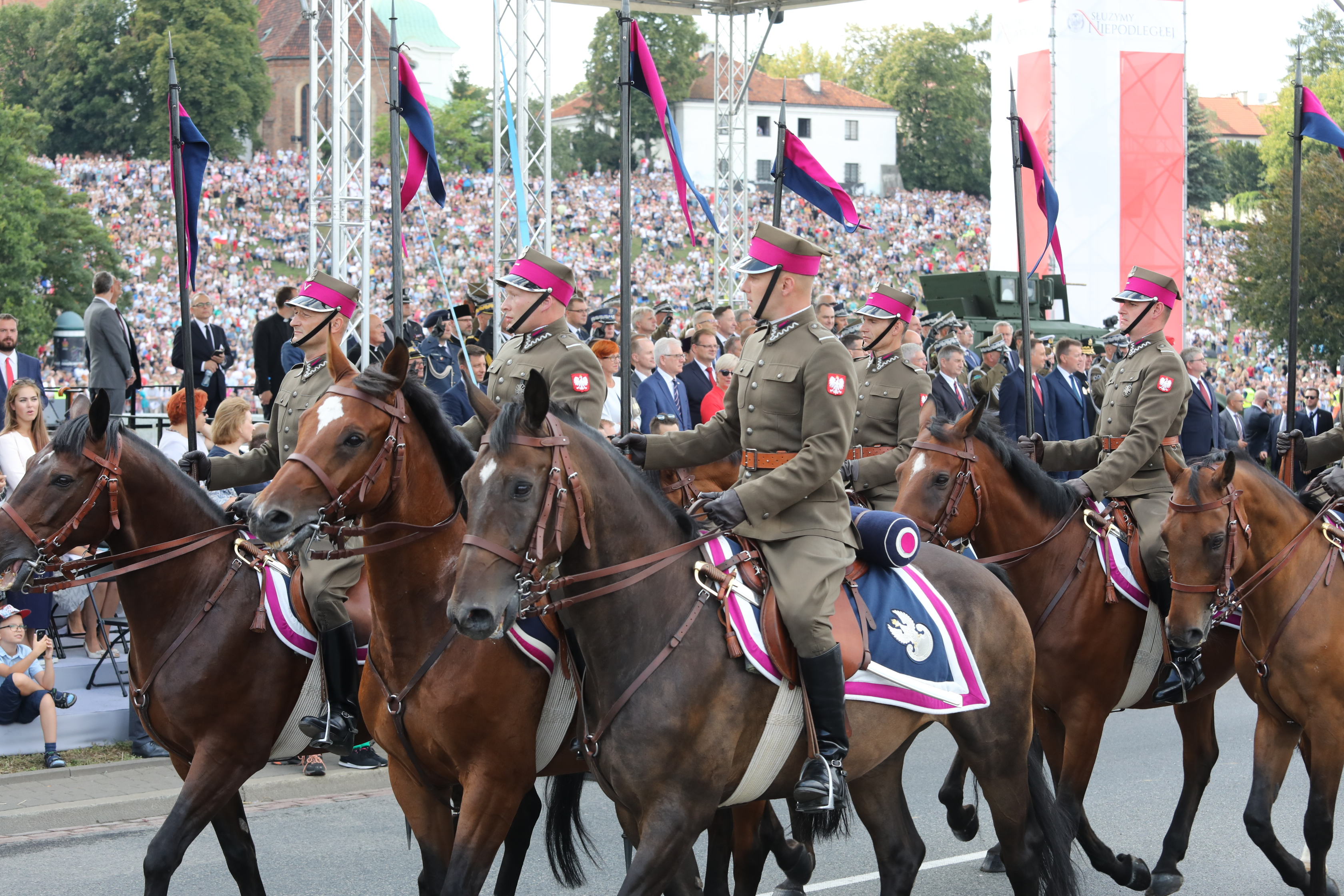
Obchody Święta Wojska Polskiego w 2018

Barwami Szwadronu są barwy tzw. ogólnokawaleryjskie – otoki Szwadronu mają barwę amarantową, proporczyki na lancach i patkach kołnierzowych są amarantowo–granatowe. Reprezentacyjne wyposażenie i umundurowanie Szwadronu opiera się na regulaminach i instrukcjach kawaleryjskich z końca lat 30. Szeregowi ułani umundurowani są w kurtki wz.36, bryczesy wz.36, pasy główne wz.31, rogatywki z okutymi daszkami, buty wz.31, ostrogi wz.31, szelki kawaleryjskie wraz z ładownicami do kb, repliki karabinków wz.29 i wz.98, szable wz.34/2002 WIFAMA i lance typu francuskiego wz.1913. Oficerowie i chorążowie – analogicznie, z tym, że przysługują im pasy główne dwubolcowe z poprzeczkami wz.36, szable wz.76/08 lub prywatne wz.21/22, oficerskie obszycia na kołnierzach kurtek. Zarówno oficerom, podoficerom, jak i starszym ułanom przysługują do munduru wieczorowego spodnie – tzw. szasery, dla starszych ułanów i podoficerów z jednym lampasem, dla oficerów z dwoma lampasami barwy amarantowej. Szwadron posiada rzędy kawaleryjskie wz.36, obecnie na występach reprezentacyjnych zakładane są pod siodła, wzorowane na napoleońskich, czapraki w barwach Szwadronu. Większość koni Szwadronu to konie maści gniadej. Zgodnie z tradycją polskiej kawalerii dowódca jeździ na koniu karym, a na siwkach jeżdżą trębacze.
Od 25 czerwca 2007 roku przywrócono kawaleryjskie tradycje udziału Szwadronu Kawalerii Wojska Polskiego w uroczystych wizytach głów państw. Oddział wystawia eskortę kawalerzystów podczas wizyt najważniejszych gości zagranicznych.
Szwadron jest zakwalifikowany jako oddział rozpoznawczy, jednak pełni jedynie funkcje reprezentacyjne. Od 2009 roku w jego skład wchodzą wyłącznie żołnierze zawodowi.
Decyzją nr 117/MON Ministra Obrony Narodowej z dnia 2 kwietnia 2015 roku wprowadzono oznakę rozpoznawczą oraz proporczyk na beret.

Insygnia
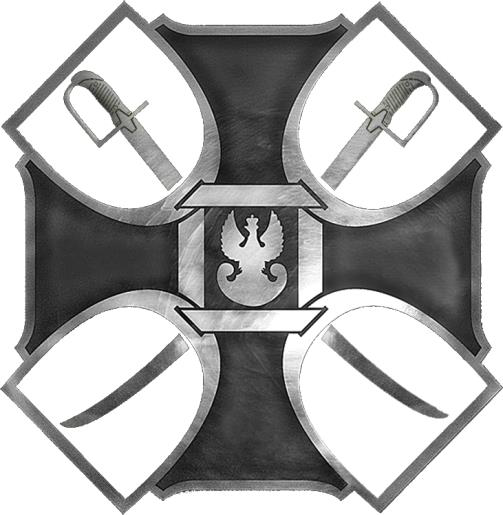
Odznaka pamiątkowa
Oznaka rozpoznawcza
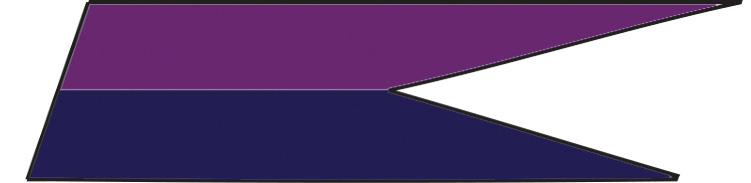
Proporczyk na beret